# Silvia Nebiolo
Silvia Nebiolo (1970) è una costumista italiana.

## Biografia
Studia all'Accademia Albertina di Torino, specializzandosi in scenografia, approfondendo successivamente le sue conoscenze al Centro sperimentale di cinematografia di Roma. A Torino inizia la sua professione a teatro, proseguendo la sua attività nella capitale. Il debutto cinematografico è del 1994, l'anno successivo è quello televisivo. Continua è la collaborazione artistica col regista Silvio Soldini.

## Filmografia
- Pizzicata, regia di Edoardo Winspeare (1996)
- Pane e tulipani, regia di Silvio Soldini (1999)
- Preferisco il rumore del mare, regia di Mimmo Calopresti (2000)
- Una lunga lunga lunga notte d'amore, regia di Luciano Emmer (2001)
- L'uomo in più, regia di Paolo Sorrentino (2001)
- Brucio nel vento, regia di Silvio Soldini (2002)
- La felicità non costa niente, regia di Mimmo Calopresti (2003)
- Ballo a tre passi, regia di Salvatore Mereu (2003)
- Agata e la tempesta, regia di Silvio Soldini (2004)
- Mary, regia di Abel Ferrara (2005)
- Il mercante di pietre, regia di Renzo Martinelli (2006)
- Giorni e nuvole, regia di Silvio Soldini (2007)
- Galantuomini, regia di Edoardo Winspeare (2008)
- La straniera, regia di Marco Turco (2009)
- Cosa voglio di più, regia di Silvio Soldini (2010)
- Figli delle stelle, regia di Lucio Pellegrini (2010)
- La vita facile, regia di Lucio Pellegrini (2011)
- Il comandante e la cicogna, regia di Silvio Soldini (2012)
- La variabile umana, regia di Bruno Oliviero (2013)
- La prima neve, regia di Andrea Segre (2013)
- Soldato semplice, regia di Paolo Cevoli (2015)
- Le ultime cose, regia di Irene Dionisio (2016)
- Il colore nascosto delle cose, regia di Silvio Soldini (2017)
- Il mondo sulle spalle, regia di Nicola Campiotti (2019)
- Questo è un uomo, regia di Marco Turco - docu-drama (2021)
- Sei donne - Il mistero di Leila, regia di  Vincenzo Marra - serie TV (2023)

## Premi e riconoscimenti

### David di Donatello
- 2002: - Nominata a miglior costumista per Brucio nel vento
- 2004: - Nominata a miglior costumista per Agata e la tempesta
- 2008: - Nominata a miglior costumista per Giorni e nuvole

### Nastro d'argento
- 2002: - Nominata a miglior costumista per Brucio nel vento
- 2005: - Nominata a miglior costumista per Agata e la tempesta